# Tensor de tensión viscosa
El tensor de tensión viscosa o tensor de esfuerzo viscoso, es un tensor utilizado en mecánica del continuo para modelar la parte del tensión en un punto dentro de algún material que puede atribuirse a la velocidad de deformación, la derivada de la velocidad de deformación respecto al tiempo  a la que se está deformando alrededor de ese punto.
El tensor de esfuerzo viscoso es formalmente similar al Tensor tensión de Cauchy que describe las fuerzas internas en un material elástico debido a su deformación. Ambos tensores asignan la vector normal de una elemento de superficie a la densidad y dirección de la tensión que actúa sobre ese elemento de superficie. Sin embargo, la tensión elástica se debe a la cantidad de deformación (strain), mientras que la tensión viscosa se debe a la velocidad de cambio de la deformación con el tiempo (velocidad de deformación). En los materiales viscoelásticos, cuyo comportamiento es intermedio entre el de los líquidos y el de los sólidos, el tensor total de tensiones comprende componentes viscosos y elásticos («estáticos»). Para un material completamente fluido, el término elástico se reduce a la presión hidrostática.
En un sistema de coordenadas arbitrario, la tensión viscosa ε y la velocidad de deformación E en un punto y tiempo específicos pueden representarse mediante matrices 3 × 3 de números reales. En muchas situaciones existe una relación aproximadamente lineal entre esas matrices; es decir, una tensor de viscosidad de cuarto orden μ tal que ε' = μE. El tensor μ tiene cuatro índices y consta de 3 × 3 × 3 × 3 números reales (de los cuales sólo 21 son independientes). En un fluido newtoniano, por definición, la relación entre ε y E es perfectamente lineal, y el tensor de viscosidad μ es independiente del estado de movimiento o tensión del fluido. Si el fluido es isótropo además de newtoniano, el tensor de viscosidad μ tendrá sólo tres parámetros reales independientes: un coeficiente de viscosidad aparente, que define la resistencia del medio a la compresión uniforme gradual; un coeficiente de viscosidad dinámica que expresa su resistencia al cizallamiento gradual, y un coeficiente de viscosidad rotacional que resulta de un acoplamiento entre el flujo del fluido y la rotación de las partículas individuales. : 304  En ausencia de tal acoplamiento, el tensor de esfuerzo viscoso tendrá sólo dos parámetros independientes y será simétrico. En fluidos no newtonianos, en cambio, la relación entre ε y E puede ser extremadamente no lineal, y ε puede incluso depender de otras características del flujo además de E.

## Definición

### Esfuerzo viscoso frente a esfuerzo elástico
Las tensiones mecánicas internas en un medio continuo suelen estar relacionadas con la deformación del material a partir de algún estado «relajado» (sin tensión). Estas tensiones suelen incluir un componente de tensión elástica («estática»), que está relacionado con la cantidad actual de deformación y actúa para devolver el material a su estado de reposo; y un componente de tensión viscosa, que depende de la velocidad a la que la deformación está cambiando con el tiempo y se opone a ese cambio.

### El tensor de tensiones viscoso
Al igual que las tensiones totales y elásticas, la tensión viscosa alrededor de un punto determinado del material, en cualquier momento, puede modelizarse mediante un tensor de tensiones, un relación lineal entre la vector de dirección normal de un plano ideal a través del punto y la densidad de tensiones local en ese plano en ese punto.
En cualquier sistema de coordenadas elegido con ejes numerados 1, 2, 3, este tensor de tensiones viscoso puede representarse como una matriz de 3 × 3 de números reales:
{\displaystyle \varepsilon (p,t)={\begin{bmatrix}\varepsilon _{11}&\varepsilon _{12}&\varepsilon _{13}\\\varepsilon _{21}&\varepsilon _{22}&\varepsilon _{23}\\\varepsilon _{31}&\varepsilon _{32}&\varepsilon _{33}\end{bmatrix}}\,}
Hay que tener en cuenta que estos números suelen cambiar con el punto p y el tiempo t.
Consideremos una elemento de superficie plana infinitesimal centrada en el punto p, representada por un vector dA cuya longitud es el área del elemento y cuya dirección es perpendicular a él. Sea dF la fuerza infinitesimal debida a la tensión viscosa que se aplica a través de ese elemento superficial al material del lado opuesto a dA. Las componentes de dF a lo largo de cada eje de coordenadas vienen dadas entonces por
{\displaystyle dF_{i}=\sum _{j}\varepsilon _{ij},dA_{j}\,.}
En cualquier material, el tensor de esfuerzo total σ es la suma de este tensor de esfuerzo viscoso ε, el tensor de esfuerzo elástico τ y la presión hidrostática p. En un material perfectamente fluido, que por definición no puede tener tensión de cizallamiento estática, el tensor de tensión elástica es cero:
{\displaystyle \sigma _{ij}=-p\delta _{ij}+\varepsilon _{ij}\,,}
donde δij es el tensor unitario, tal que δij es 1 si i = j y 0 si i ≠ j.
Mientras que las tensiones viscosas son generadas por fenómenos físicos que dependen en gran medida de la naturaleza del medio, el tensor de tensiones viscosas ε es sólo una descripción de las fuerzas momentáneas locales entre parcelas adyacentes del material, y no una propiedad del material.

### Simetría
Ignorando el par en un elemento debido al flujo (par «extrínseco»), el par viscoso «intrínseco» por unidad de volumen en un elemento fluido se escribe (como un tensor antisimétrico) como
{\displaystyle \tau _{ij}=\varepsilon _{ij}-\varepsilon _{ji}}
y representa la tasa de cambio de la densidad del momento angular intrínseco con el tiempo. Si las partículas tienen grados de libertad rotacionales, esto implicará un momento angular intrínseco y si este momento angular puede modificarse por colisiones, es posible que este momento angular intrínseco pueda cambiar en el tiempo, dando lugar a un par intrínseco que no sea cero, lo que implicará que el tensor de esfuerzo viscoso tendrá un componente antisimétrico con un coeficiente de viscosidad rotacional correspondiente.  Si las partículas del fluido tienen un momento angular despreciable o si su momento angular no está acoplado de forma apreciable al momento angular externo, o si el tiempo de equilibrio entre los grados de libertad externos e internos es prácticamente cero, el par será cero y el tensor de esfuerzo viscoso será simétrico. Las fuerzas externas pueden dar lugar a un componente asimétrico del tensor de esfuerzo (por ejemplo, los fluidos ferromagnéticos que pueden sufrir torsión por campos magnéticos externos).

## Causas físicas de la tensión viscosa
En un material sólido, el componente elástico de la tensión puede atribuirse a la deformación de los vínculos entre los átomos y moléculas del material, y puede incluir tensiones de cizallamiento. En un fluido, la tensión elástica puede atribuirse al aumento o disminución del espaciado medio de las partículas, que afecta a su tasa de colisión o interacción y, por tanto, a la transferencia de momento a través del fluido; está relacionada, por tanto, con el componente aleatorio microscópico térmica del movimiento de las partículas, y se manifiesta como una tensión de presión hidrostática isótropa.
El componente viscoso de la tensión, por otro lado, surge de la velocidad macroscópica media de las partículas. Puede atribuirse a la fricción o a la difusión de partículas entre parcelas adyacentes del medio que tienen velocidades medias diferentes.

## Ecuación de la viscosidad

### Tensor de velocidad de deformación
En un flujo suave, la velocidad a la que la deformación local del medio cambia con el tiempo (la velocidad de deformación) puede aproximarse mediante un tensor de velocidad de deformación E(p, t), que suele ser una función del punto p y del tiempo t. Con respecto a cualquier sistema de coordenadas, puede expresarse mediante una matriz 3 × 3.
El tensor de velocidad de deformación E(p, t) puede definirse como la derivada del tensor de deformación e(p, t). e(p, t) con respecto al tiempo, o, equivalentemente, como la parte simétrica del gradiente (derivada con respecto al espacio) del vector de velocidad del flujo v(p, t):
{\displaystyle E={\frac {\partial e}{\partial t}}={\frac {1}{2}}\left((\nabla v)+(\nabla v)^{\textsf {T}}\right)\,,}
donde ∇v denota el gradiente de velocidad. En coordenadas cartesianas, ∇v es la matriz jacobiana,
{\displaystyle (\nabla v)_{ij}={\frac {\partial v_{i}}{\partial x_{j}}}}
y por lo tanto
{\displaystyle E_{ij}={\frac {\partial e_{ij}}{\partial t}}={\frac {1}{2}}\left({\frac {\partial v_{j}}{\partial x_{i}}}+{\frac {\partial v_{i}}{\partial x_{j}}}\right)\,.}
De cualquier forma, el tensor de velocidad de deformación E(p, t) expresa la velocidad a la que cambia la velocidad media en el medio a medida que uno se aleja del punto p. - excepto los cambios debidos a la rotación del medio alrededor de p como un cuerpo rígido, que no cambian las distancias relativas de las partículas y sólo contribuyen a la parte rotacional de la tensión viscosa a través de la rotación de las propias partículas individuales. (Estos cambios comprenden la vorticidad del flujo, que es el curvatura (rotacional) ∇ × v} de la velocidad; que también es la parte antisimétrica del gradiente de velocidad ∇v).